# Kastell Rißtissen
Das Kastell Rißtissen ist ein ehemaliges römisches Auxiliarkastell der älteren Donaulinie des Rätischen Limes auf dem Gebiet des heutigen Ehinger Ortsteils Rißtissen in Baden-Württemberg.

## Lage
Im heutigen siedlungsgeographischen Bild liegt das Kastell als Bodendenkmal im südöstlichen, höchstgelegenen Teil des Ortes Rißtissen. Sein verwaltungstechnisches Zentrum, die Principia (Stabsgebäude), befindet sich in etwa westlich des heutigen Römerweges, zwischen Wasserturm und Schule.
Während der Antike lag die Garnison in strategisch und verkehrsgeographisch bedeutender Position. Die beiden benachbarten Militärlager, das Kastell Emerkingen und das Kastell Unterkirchberg, lagen jeweils 15 km entfernt. Unmittelbar an Rißtissen vorbei führte die in westöstlicher Ausrichtung verlaufende römische Donausüdstraße (heutige Heer- und Schloßstraße), und eine weitere wichtige antike Verbindung verlief von der Donau her kommend in den Bodenseeraum nach Bregenz (Brigantium) und weiter nach Italien. Es wird vermutet, dass die Donau damals ab der Rißmündung, also etwa drei Kilometer nordöstlich des Kastells, für flachrumpfige, römische Flusslastschiffe (naves actuariae) schiffbar war. Rißtissen wurde so wahrscheinlich zu einer strategischen Verladestation von Nachschubgütern. Durch die Auswertung älterer archäologischer Ausgrabungen gelangte die jüngere Forschung der 1990er Jahre zu der Erkenntnis, dass das Kastell Rißtissen wohl einen nicht unbedeutenden Punkt auf den Nachschubwegen des römischen Heeres von Gallien sowie den germanischen Provinzen Germania inferior und Germania superior zum Balkan darstellte.

## Forschungsgeschichte

Römische Befunde in Rißtissen nach Konrad Miller (1893)

Kastell Rißtissen nach den Befunden der Ausgrabung 1912

Bereits 1822 beschrieb Johann Nepomuk Vanotti (1777–1847) in den Württembergischen Jahrbüchern die römischen Hinterlassenschaften auf dem Gebiet von Rißtissen, wobei noch die 1784 beim Neubau der Kirche gefundenen Steindenkmäler im Vordergrund standen. Schon im Folgejahr publizierte Johann Nepomuk von Raiser (1768–1853) auf der Basis der Geographike Hyphegesis dea Claudius Ptolemäus den Verlauf der Donausüdstraße. Auf der dadurch gewonnenen Wissensgrundlage fanden von 1844 bis 1850 erste kleinere Ausgrabungen statt, bei denen unter anderem eine Thermenanlage entdeckt wurde.
In den folgenden Jahrzehnten fanden kaum wissenschaftliche Untersuchungen in diesem Gebiet statt. Im Gegensatz zum Obergermanisch-raetischen Limes wurden am Donaulimes die Entwicklungen der Limesforschung verschlafen. Immerhin stieß man 1891 nordöstlich des Ortes auf ein großes Gebäude mit Säulen, das man damals als Mansio interpretierte und von dem wir heute wissen, dass es sich um einen Magazinbau handelt. 1912 wurde schließlich das ehemalige Kohortenkastell lokalisiert und zwischen 1912 und 1914 begannen Peter Goessler (1872–1956) und Gerhard Bersu (1889–1964) mit den Ausgrabungen, die allerdings durch den Ausbruch des Ersten Weltkrieges unterbrochen und auch danach für lange Zeit nicht wieder wirklich systematisch aufgenommen wurden. Leider sind auch die Aufzeichnungen der frühen Grabungen im Laufe der Zeit teilweise verloren gegangen.
Jedoch wurde in den Zwischenkriegsjahren die lokale Forschung, nicht zuletzt durch die 1908 erfolgte Gründung des Bezirks-Altertumsvereins Ehingen (Vorläufer der heutigen Museumsgesellschaft Ehingen e. V.) und das ehrenamtliche Engagement der Rißtissener Schlossgärtner Schwarz enorm bereichert. Durch Beobachtungen und kleinere Grabungen konnte die ungefähre Ausdehnung des Vicus erfasst, eine mutmaßliche Falschmünzerwerkstatt und ein Gräberfeld mit über 100 Bestattungen entlang der Römerstraße östlich des Ortes entdeckt und zahlreiche Funde (darunter alleine 348 Münzen) sukzessive in den Fundberichten aus Schwaben publiziert werden.
In den 1940er und 1950er Jahren wurde die römische Vergangenheit Rißtissens weitgehend ignoriert, so dass es zu archäologisch unbeobachteten Erdarbeiten wie beim Bau des Wasserturms (1951) und der Zerstörung von neuentdeckten Steindenkmälern wie bei den Instandsetzungsmaßnahmen an der Kirche (1953) kommen konnte.
Erst 1959/1960 im Vorlauf zum Bau der Schule fanden wieder wissenschaftliche Ausgrabungen statt, die von Gerhard Mildenberger (1915–1992) geleitet und publiziert wurden und bei denen es unter anderem gelang, die beiden Kastellbauphasen zu differenzieren. Weitere Grabungen unter der Leitung von Siegwalt Schieck (1924–1993) erfolgten 1967/1968 anlässlich des Baus eines Kindergartens. Die Grabungsdokumentation war ursprünglich auf drei Bände konzipiert, von denen letztendlich jedoch nur einer von Günter Ulbert realisiert wurde. Bei diesen Grabungen sollen laut Thomas Fischer auch die Bestandteile einer – vermutlich vollständigen – Lorica segmentata entdeckt, bei der anschließenden, unsachgemäßen Bergung aber so zerstört worden sein, dass sie nicht mehr zusammengefügt werden konnten.
In den 1990er Jahren hat sich der Archäologe Martin Kemkes des Kastells systematisch angenommen, die alten Ausgrabungen aufgearbeitet, zusammengefasst und neu bewertet sowie für eine adäquate Darstellung in der Literatur gesorgt.
Der Bereich des Kastells sowie des Vicus ist heute weitestgehend überbaut. Oberirdisch haben sich keine antiken Strukturen erhalten. Lediglich der Verlauf der Römerstraße lässt sich durch den teilweise nahezu identischen, modernen Straßenverlauf im Gelände nachvollziehen.

## Ist Rißtissen das antike Riusiava?
In der Zeit zwischen den Weltkriegen stellte der provinzialrömische Forscher Robert Knorr die Überlegung an, dass Rißtissen möglicherweise mit dem bei Ptolemäus erwähnten Riusiava gleichzusetzen sei. Der Archäologe Oscar Paret schloss sich in der zweiten Hälfte des 20. Jahrhunderts dieser Hypothese an, der jedoch in neuerer Zeit in der wissenschaftlichen und populärwissenschaftlichen Literatur widersprochen wird. Als Erster hat sich der Prähistoriker Rolf Nierhaus gegen Knorr und Paret gewandt und Riusiava mit der keltischen Großsiedlung Heidengraben bei Grabenstetten gleichgesetzt. Die prähistorische Archäologin Sabine Rieckhoff hat 2005 diese neuere These abgelehnt. Sie stellte fest, dass die „althistorisch-philologisch orientierte Forschung“ an der Festlegung von Riusiava mit Heidengraben „entgegen dem archäologischen Befund“, festhalte. Der Mythos Riusiava sei inzwischen fester Bestandteil einer Literatur geworden, die den archäologischen Befund „negiert“. Einer Gleichsetzung von Riusiava mit Rißtissen hat sie in ihrer Darstellung jedoch nicht das Wort geführt.

## Kastellbefunde, Baugeschichte und Datierungen
Bei den Ausgrabungen im Kohortenkastell von Rißtissen konnten insgesamt drei Bauphasen differenziert werden.

### Erste Bauphase

#### Historischer Kontext
Ein erstes Militärlager wurde in claudischer Zeit, um die Jahre 45 bis 50 im Rahmen eines planmäßigen und großräumigen infrastrukturellen Ausbaus des Donautals errichtet, das zu dieser Zeit auch die Nordgrenze Rätiens bildete. Nach der Ermordung Kaiser Neros (68) und den folgenden Bürgerkriegen wurde das Kastell möglicherweise im Zusammenhang mit den Wirren des Vierkaiserjahres 69 zerstört, vielleicht aber auch in derselben Zeit von der Besatzung im Rahmen eines planmäßigen Rückzugs niedergebrannt. Neben Rißtissen wurden nur in drei weiteren Donaulagern (Kastell Hüfingen (Hüfingen), Kastell Aislingen (Aislingen) und Kastell Burghöfe (Mertingen)) Brandschichten aus dieser unruhigen Epoche des Imperiums nachgewiesen. Über den in dieser Zeit hier stationierten Truppenteil ist aus schriftlichen Quellen nichts bekannt, das Fundaufkommen spricht allerdings für eine kombinierte Einheit aus berittenen Bogenschützen und Fußsoldaten, wahrscheinlich abkommandierten Legionsangehörigen. Die Ausgrabungen im Kastell lieferten zum Ende dieser Kastellphase einige Indizien. Demnach wurde die linke Lagerhälfte in den Kriegswirren der Jahre 68–70 durch ein Feuer zerstört. Menge und Erhaltungszustand der Funde zeigten, dass die Besatzung zu dieser Zeit nicht mehr im Lager anwesend war. Laut Tacitus waren die Hilfstruppen in Raetien während des Helvetieraufstandes im Jahre 68 ihren Kameraden in Vindonissa zu Hilfe geeilt und dann mit diesen nach Italien weiter gezogen.

#### Kastellbefunde
Die erste Konstruktion des Kastells Rißtissen erfolgte in Holz-Erde-Bauweise. Das viertorige Lager umfasste etwa 1,7 ha und war von einem doppelten Spitzgraben umgeben. Die Gräben waren vor den Toren unterbrochen. Zwischen der Kastellmauer und dem inneren Graben lag eine 2,5 m breite Berme. Der innere Graben selbst besaß eine Breite von mindestens 3,50 m bei einer Tiefe von rund 1,85 m, der äußere Graben war bis zu 4,5 m breit und an die 1,90 m tief. Dazwischen verlief wieder eine etwa 2,5 m breite Berme, die gesamte Grabenkonstruktion (Kastellmauer – Berme – Graben – Berme – Graben) erreichte eine Breite von 12 bis 15 Metern. Lehmig-kiesige Einstampfungen an den äußeren Grabenböschungen sprechen für die mögliche Einbringung von dornigen Hölzern als zusätzlichen Annäherungshindernissen. Die kastenförmige Holz-Erde Mauer hatte eine Mächtigkeit von drei Metern und schloss an die Innenpfosten der Torbauten an, so dass die Tore aus der Mauerflucht vorsprangen. Von den insgesamt vier Toren wurden nur die Porta principalis dextra (rechtes Seitentor) und die Porta decumana (rückwärtiges Tor) ergraben. Die Abmessungen des gesamten Torbaus der Porta principalis dextra betrugen fünf Meter mal zwölf Meter. Von den zwölf Metern Breite verblieben nach Abzug von zwei mal drei Metern für die Tortürme noch sechs Meter für die beiden Durchfahrten. Unterhalb der Durchfahrten führten zwei abgedeckte Abwasserkanäle von der Via principalis (Lagerquerstraße) herkommend aus dem Kastell hinaus. Die Porta decumana konnte nicht vollständig ausgegraben, sondern nur angeschnitten werden, so dass Details, wie sie für die Porta principalis dextra vorliegen, dort fehlen. Es kann aber davon ausgegangen werden, dass es sich um ein kleineres Bauwerk handelt, bei dem die Breite der Durchfahrten nur bei jeweils zwei Metern lagen. Die Via sagularis (Lagerringstraße) war nur zwei Meter breit. Mittig in ihr verlief ein abgedeckter Abwasserkanal. Unmittelbar zwischen Via sagularis und Kastellmauer wurde ein hölzernes Latrinenhäuschen mit drei bis fünf Sitzplätzen direkt an die Innenseite der Mauer gesetzt.
Im Kastellinneren konnten die schlichten Principia (Stabsgebäude), das Praetorium (Kommandantenwohnhaus), vier Mannschaftsbaracken, ein Horreum (Getreidespeicher), zwei weitere Magazine sowie zwei andere Gebäude ungesicherter Funktion nachgewiesen werden.

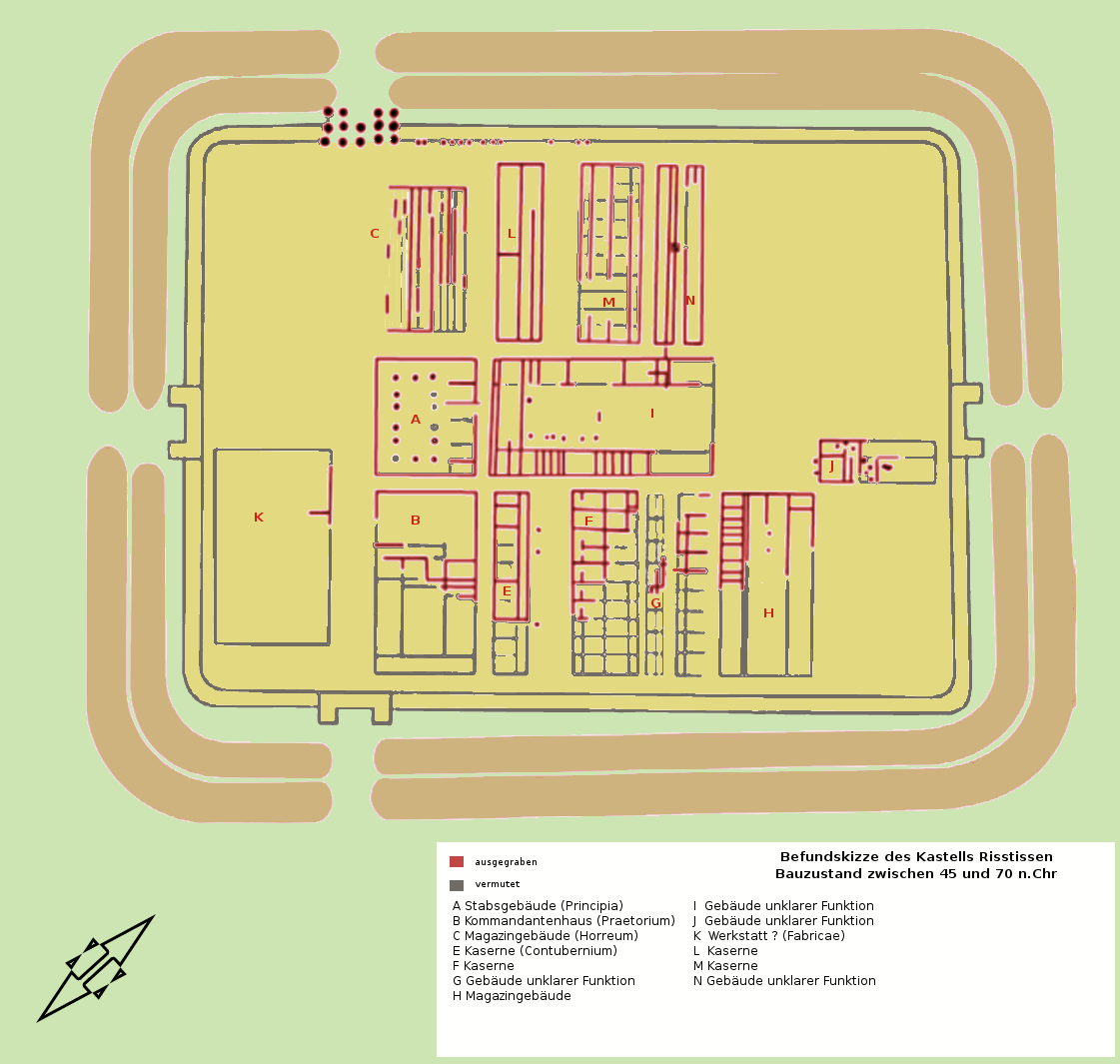
Befundskizze der ersten Kastellbauphase

Die Principia (Gebäude A) waren ein Holzgebäude mit den Außenmaßen von 21 m mal 18 m (= 378 m²). Sie gliederten sich in einen von drei Meter breiten Portiken gesäumten Innenhof und einer aus fünf Räumen und einem Eingangsbereich bestehenden Raumflucht auf der Nordseite. Der mittlere Raum wurde wegen einer bis zu 2,2 m unter das Laufniveau hinabreichenden Grube als Fahnenheiligtum (Aedes) angesprochen, da die Grube zur Aufbewahrung der Truppenkasse gedient haben könnte. Das Fehlen einer Querhalle wird als Indiz dafür gesehen, dass in dem Kastell möglicherweise keine vollständige Kohorte unter Führung eines Praefectus stationiert war, sondern nur einzelne Vexillationen. Unmittelbar südöstlich der Principia befand sich das ebenfalls hölzerne Preatorium (Gebäude B), dessen Größe von 18,5 m mal 32 m (= 592 m²) durch den noch frei gebliebenen Platz zwischen Principia und östlicher Via sagularis vorgegeben und vom Bautyp her ein Peristylhaus war. Westlich der Principia, zwischen dieser und der westlichen Via sagularis machten die Ausgräber ein etwa 14,5 m breites und 26,5 m oder 28 m (384,5 bis 406 m²) langes Bauwerk aus (so genanntes Gebäude C), das aufgrund seines höher gelegenen Fußbodens mit Substruktionen, die nur einen bis zwei Meter voneinander entfernt lagen, als Horreum angesprochen wurde. Mannschaftsbaracken (Gebäude E, F, L und M), zum Teil mit ihren identifizierbaren Contubernia wurden zu beiden Lagerseiten in der Retentura (rückwärtiger Lagerteil) festgestellt. Sie kamen sowohl als Einzel- wie auch als Doppelbaracken vor. Ein in der rechten Retentura an die Mannschaftsbaracken und ein weiteres Gebäude ungeklärter Funktion (Gebäude G) anschließender Großbau (17 m mal 31,5 m = 535,5 m²), das so genannte Gebäude H, scheint ein Magazinbau vom Hoftypus gewesen zu sein. Als ein weiteres Magazin (ebenfalls vom Hoftyp), wird ein den zentralen Kastellbereich beherrschendes Großgebäude (Gebäude I) mit seinen Abmessungen von rund 21 m mal 41 m (= 861 m²) interpretiert. Eine derartige Konzentration von Magazin- oder Speicherbauten spricht für eine primär logistische Funktion des Kastells schon in der ersten Bauphase. Zuletzt wurden noch zwei weitere Bauwerke nur mit einiger Vorsicht gedeutet: ein Bau (Gebäude J) seitlich vor der Porta decumana (rückwärtiges Lagertor) als mögliches Funktionsgebäude im Zusammenhang mit der Abfertigung des ein- und abgehenden Warenverkehrs und ein weiteres Bauwerk (Gebäude K) in der Praetentura, zwischen Porta praetoria (Haupttor) und Porta principalis sinistra (linkes Seitentor), als denkbare Fabrica (Werkstätten).

#### Datierung
Von den insgesamt 348 Rißtissener Fundmünzen ließen sich 55 eindeutig dem Kastellbereich zuordnen, der Rest stammte aus dem Vicus, den Gräberfeldern oder war nicht genauer zuzuweisen. Die Münzreihe der 55 Kastellmünzen reichte von einem As des Augustus (geprägt 3/2 v. u. Z.) bis zu zwei Denaren des Septimius Severus (geprägt zwischen 193 und 202 u. Z.). Um eine valide Anfangsdatierung zu gewinnen, mussten die zeitlich ersten Häufungen der Prägungen gewichtet werden, wobei sich zeigte, dass in Rißtissen ein erster Höhepunkt in den Verteilungskurven bei tiberischen, gefolgt von claudischen Münzen vorlag. Nun wäre man vielleicht geneigt, Rißtissen als tiberische Gründung zu betrachten, jedoch Vergleiche mit den Münzreihen anderer Militärlager, die Berücksichtigung bestimmter Prägeumstände, sowie der Vergleich durchschnittlicher Umlaufszeiten mit konkreten Umlaufszeiten bestimmter Prägungen, führten zu dem Ergebnis, dass das Kastell Rißtissen erst in spätclaudischer Zeit errichtet worden sein konnte. Eine Bestimmung, die auch durch das Spektrum datierbarer Sigillaten gestützt wird.
Das Ende der ersten Bauphase wird durch eine Brandschicht aus der Zeit des Vierkaiserjahres (±1) definiert. Die jüngsten Münzen ihres Fundmaterials waren ausschließlich vorflavische Prägungen und auch bei den Sigillaten dominiert claudisch-neronisches Material, so dass als Entstehungszeit des Brandes nur die spätneronisch-frühflavische Zeit in Betracht kommt, wodurch sich eine Analogie zu den überlieferten historischen Ereignissen geradezu aufdrängt.

### Zweite Bauphase

#### Historischer Kontext
Bereits kurze Zeit nach der Zerstörung, wohl noch im Jahre 70, wurde das strategisch und verkehrsgeographisch bedeutsame Kastell wieder aufgebaut. Eine hierbei vorgenommene Veränderung der Baustrukturen des Kastellinneren deutet auf einen Besatzungswechsel hin. Gesicherte Angaben zur Truppengattung lassen sich aber wiederum nicht treffen. Gesichert erscheint lediglich, dass das Kastell weiterhin eine primär logistische Aufgabe erfüllte. In der zweiten Hälfte der siebziger Jahre erfolgten, wohl im Zusammenhang mit dem Bau der Straße durch das Kinzigtal und der Errichtung der Kastelle am oberen Neckar, groß angelegte Umbaumaßnahmen. Nach der Vorverlegung und Verkürzung des Limes um das Jahr 90 wurde das Kastell überflüssig und bis spätestens zum Jahre 95 aufgegeben.

#### Kastellbefunde
Nachdem um 70 zunächst die zerstörten Baracken wieder instand gesetzt worden waren, folgten Ende der 70er-Jahre größere Umbaumaßnahmen. Man errichtete unter anderem ein repräsentatives und größeres, steinernes Stabsgebäude, dessen Grundriss den zeitgleich hochgezogenen Neubauten in den Nachbarkastellen Unterkirchberg und Emerkingen sowie dem des Kastell Burladingen am Alblimes ähnlich war. Die Principia maßen nun 24 m mal 34 m (= 816 m²) und waren im Inneren differenzierter gestaltet. Das während der Wirren niedergebrannte Praetorium wurde durch ein neues, wiederum hölzernes Gebäude ersetzt. Durch die Erweiterung des Kastellumrisses (siehe unten) stand dem Kommandanten nun mit 600 m² etwas mehr Fläche als zuvor zur Verfügung. Das Bauwerk wurde ausweislich des Fundmaterials mit Ziegeln gedeckt und einem Estrichfußboden sowie weiß verputzten Wänden versehen. Das zum Ende der Kastellbauphase 2 hin durch ein Schadensfeuer vernichtete Praetorium wurde vermutlich noch innerhalb dieser Phase durch ein Gebäude ersetzt, dessen Außenmauern aus Tuffsteinen gebaut waren, während die Innenwände weiterhin aus Holz bestanden. An die Stelle des Horreums der frühen Bauphase trat ein völlig anders strukturiertes Bauwerk. Es hatte einen Grundriss von rund 22 m mal 27 m und wurde als mögliche Fabrica (Werkstatt) interpretiert. Ein neues, schmales Speichergebäude entstand hingegen zwischen der mutmaßlichen Fabrica und der westlichen Via sagularis. Es war fast 27 m lang, besaß jedoch nur eine Breite von vier bis fünf Metern. Wie beim älteren Horreum betrugen die Abstände der Unterbauten ein bis zwei Meter. Bei den Mannschaftsbaracken änderte sich an ihrer Lage in der Retentura sowie ihrer Ausrichtung und Größe gegenüber der ersten Bauphase zunächst kaum etwas. Während der Umbauphase wurden sie jedoch verkürzt und enthielten pro Baracke nur noch sieben bis neun Contubernien, was auf einen Wechsel der Besatzung schließen lässt.
Die Kastellmauer der ersten Bauphase wurde abgerissen und um knapp zwei Meter nach außen versetzt wieder aufgebaut. Dabei erhielt sie zur Stabilisierung ein Kiesfundament und wurde auf 3,6 m verbreitert. Das Doppelgrabenssystem wurde durch einen einfachen Graben ersetzt, wobei man die alten Gräben verfüllte und die Trasse des neuen Grabens mittig zwischen die beiden alten legte. Die Berme zwischen Kastellmauer und Graben wurde auf fünf Meter verdoppelt.

#### Datierung
Der Wiederaufbau des Kastells in frühflavischer Zeit erfolgte vermutlich unmittelbar und ohne Verzögerung, wie sich stratigraphisch erschließen ließ. Eine Um- und Ausbauphase zu einem späteren Zeitpunkt war in den Befunden eindeutig erkennen. Sie ließ sich nicht exakt datieren, die Arbeiten dürften aber entsprechend der Maßnahmen in anderen Kastellen in den letzten Regierungsjahren des Vespasian ausgeführt worden sein.
Mitte der 1980er Jahre war unter anderem durch Hans Schönberger schon mal vorgeschlagen worden, das Ende des Kastells um das Jahr 80 anzusiedeln. Dieser Vermutung war seinerzeit schon Barbara Pferdehirt skeptisch entgegengetreten. Sie findet auch keine Entsprechung im Fundmaterial Rißtissens. Da für den gesamten flavischen Zeitraum ohnehin nur eine Münze vorliegt, kommt eine numismatische Datierung nicht in Betracht. Die Sigillaten weisen aber eindeutig bis in einen Produktionszeitraum der 70er und 80er Jahre hinein, während trajanische Funde fehlen. Dies deutet auf ein Kastellende in spätdomitianischer Zeit hin, als die Besatzungen sukzessive von der Donau in die Schwäbische Alb verlegt wurden.

### Dritte Bauphase

#### Historischer Kontext
Nur kurze Zeit später, wohl im Zusammenhang mit den Dakerkriegen während der Regierungszeit des Kaisers Trajan (98–117), gewann der Kastellplatz Rißtissen noch einmal militärische Bedeutung als logistischer Umschlagpunkt auf dem Nachschubweg von Gallien und den germanischen Provinzen zum Balkan. Um das Jahr 100 wurde innerhalb der alten Kastellanlage ein großer Magazinbau errichtet. Wahrscheinlich um 105/106, mit der Beendigung des zweiten Dakerkrieges, spätestens aber um das Jahr 110 endete die militärische Präsenz im Ort.

#### Kastellbefunde
Das gegen Ende der zweiten Bauphase neu konstruierte Praetorium blieb auch in dieser Periode in Funktion. Innerhalb des aufgelassenen Kastells erfolgte um das Jahr 100 die Errichtung eines großen, dreischiffigen, steinernen Magazinbaus (so genanntes Gebäude O). Dabei wurden die Fundamente und Mauern der Principia teilweise weiter verwendet, die ursprünglichen Principia verkürzt und in den Magazinbau integriert. Offenbar übernahm das so entstandene, neue Gebäude O auch die Verwaltungsaufgaben der ehemaligen Principia. Insgesamt war das Bauwerk wohl eine Kombination aus einem Magazin des Hoftypus und einer Administrationsdienststelle. Ein daneben nur fragmentarisch erhaltener Gebäudebereich P ersetzte wohl den dort zuvor abgerissenen Magazinbau I. Auf Grund der nur schlecht erhaltenen Befunde in dieser Schicht können jedoch keine detaillierten Angaben zu Konstruktion und Funktion dieses Bauwerks gemacht werden. Mit Vorbehalt wird angenommen, dass es sich um ein weiteres Magazingebäude handeln könnte. Noch größere Vorsicht gilt bei der Interpretation der Gebäude P und Q die, parallel nebeneinander ausgerichtet in der rechten Retentura gefunden wurden und deren Zugehörigkeit zu den ersten beiden Bauphasen ausgeschlossen werden konnte. Eine Zugehörigkeit zum Gebäude O und eine gleichzeitige Errichtung mit diesem wäre denkbar, aber letztlich müssen die Innenstrukturen und die Funktion der Gebäude unerklärt bleiben.

#### Datierung
Die fünf Start- und Schlussmünzen des in Frage kommenden Zeitraums aus dem Kastell stammen aus den Jahren 98/99 bis 112/117. Sie sind gleichzeitig die einzigen Münzen des gesamten schmalen Zeitfensters. Die erste (lfd. Nr. 44) muss aus den Überlegungen herausfallen, da sie nicht stratigraphisch zuzuordnen ist. Die folgenden drei (lfd. Nrn. 45 bis 47) stammen eindeutig aus dem Laufniveau des Gebäudes O und die letzte (lfd. Nr. 48) aus der Planierschicht einer Zeit, in der die Kastellgräben endgültig verfüllt wurden. Dies spricht recht klar für den Beginn einer neuerlichen militärischen Nutzung des Garnisonsplatzes in frühtrajanischer Zeit und eine endgültige Räumung in der späteren Regierungszeit desselben Kaisers.
| Lfd. Nr. | Nominal   | Darstellung | Konsulat | Prägung | Prägeort | RIC         | Stratum                                          | Anmerkungen |
| 44       | As        | Trajan      | II       | 98/99   | Rom      | RIC 402     | nicht zuzuordnender Altfund                      |             |
| 45       | Dupondius | Trajan      | III      | 100     | Rom      | RIC 411     | oberhalb des Laufniveaus von Gebäude O           |             |
| 46       | Sesterz   | Trajan      | III      | 100     | Rom      | RIC 412     | aus der Laufschicht von Gebäude O                |             |
| 47       | Dupondius | Trajan      | II-IV    | 98–102  | Rom      | ?           | aus der Laufschicht von Gebäude O                |             |
| 48       | As        | Trajan      | VI       | 112–117 | Rom      | RIC 659 Typ | Rand der Planierschicht des jüngeren Wehrgrabens |             |

Diese Datierung wird durch Terra-Sigillata-Funde gestützt. Als Beleg gilt eine Reliefschüssel aus La Graufesenque mit dem Bodenstempel MEDILLVS, deren Produktion auf die Zeit bis maximal 110 datiert wird und die im Schutt des Gebäudes O gefunden wurde, sowie das Fehlen von Waren aus Banassac, deren Vorhandensein in Süddeutschland ab dem Jahr 110 zu erwarten sein sollte. Eine militärische Nutzung der Gebäude über das Jahr 110 hinaus ist daher mehr als unwahrscheinlich.

## Kleinkastell
Nordöstlich des Kastells wurden im Ackerland östlich der Ortschaft Spuren eines zweiten Kastells durch Luftbilder (1983 und 1992) sowie Sondageschnitte (1999) nachgewiesen, das möglicherweise als Kleinkastell mit gut 60 × 60 m Seitenlänge zu rekonstruieren ist.

## Vicusbefunde
Wie bei jedem länger bestehenden römischen Militärlager bildete sich auch rings um das Kastell Rißtissen ein Vicus, die bei jedem längerfristigen Garnisonsort anzutreffende Zivilsiedlung, in der sich Angehörige der Militärs, Händler, Handwerker, Gastwirte, Prostituierte und andere Dienstleister niederließen. Der Kastellvicus erstreckte sich südlich und südwestlich des Kastells entlang der römischen Donautalstraße, die etwas weiter südwestlich die Riß querte. An der Straße wurden 1992 Spuren einer Holzbebauung mit Streifenhäusern beobachtet, 2017 auch in einem anderen Bereich. Doch der größte Teil der Zivilsiedlung wurde ohne vorherige archäologische Untersuchung überbaut.
Der Vicus von Rißtissen hatte über das Ende der militärischen Nutzung des Platzes hinaus Bestand und bezog das ehemalige Kastellgelände teilweise in seinen Bereich mit ein. So konnten dort nachkastellzeitliche Töpferöfen und diverse Gruben nachgewiesen werden. Das ehemalige Kastelldorf prosperierte als Marktflecken weiter, nicht zuletzt aufgrund seiner verkehrsgeographisch begünstigten Lage. Die Siedlung war mit den typischen Ausstattungsmerkmalen der römischen Zivilisation versehen, dazu gehörte auch eine kleine Thermenanlage. Darüber hinaus sprechen die Qualität des Fundmaterials sowie die Steindenkmäler für eine überdurchschnittlich wohlhabende Bevölkerung. Längs der Ausfallstraßen des Vicus entstanden die Gräberfelder.
Unter dem Druck der Alamannen wurde der Vicus – wie alle römischen Gebiete westlich der Iller – um das Jahr 260 aufgegeben. Es folgte jedoch keine umgehende Besiedlung durch die Germanen, die die Gegend um Rißtissen zunächst wohl nur punktuell landwirtschaftlich nutzten. Frühestens für den Beginn des sechsten Jahrhunderts ist ausweislich der alamannischen Gräberfelder auf Rißtissener Boden mit einer allmählichen Wiederbesiedlung zu rechnen.

### Münzgussformen
Bemerkenswert sind am damaligen Ostrand von Rißtissen, 70 Meter südlich des Kastells geborgene Münzgussformen, die 1920 gefunden wurden. Die Forschung ist sich bis heute nicht einig, ob die 267 Modeln, die Münzen der römischen Kaiser Septimius Severus (193–211), Geta (211), Caracalla (211–217), Diadumenianus (218) und Elagabal (218–222) imitieren, zu einer Falschmünzerwerkstatt gehörten oder ob es sich, wie Befunde aus verschiedenen Gebieten des Römischen Reiches nahelegen, um offizielle Notprägungen aus grenzpolitisch unruhiger werdenden Zeiten handelt, als etliche Gebiete von der Zufuhr frischen Geldes zeitweilig abgeschnitten waren. Der Althistoriker Karl Christ sprach in diesem Zusammenhang von einer „dezentralisierten Herstellung“.

### Steindenkmäler
Bereits älteren Zufallsfunden entstammen zahlreiche Spolien, die schon im Vorgängerbau der heutigen Kirche St. Pankratius und Dorothea Verwendung gefunden hatten und die beim Neubau im Jahre 1784 erneut verbaut wurden. Insgesamt sieben Reliefsteine wurden in die Außenmauer eingelassen. Sie entstammen zumindest zum Teil dem Gräberfeld östlich des Vicus und bestehen sämtlichst aus weißem Jura.
Darunter befindet sich aus der späten Zeit der zivilen Siedlung ein Inschriftenstein mit dem Text:
In h(onorem) d(omus) d(ivinae)
I(ovi) O(ptimo) M(aximo) et Danu-
vio ex vot-
o Primanus
Secundi v(otum) s(olvit) l(ibens) l(aetus)
Muciano et Fabi-
[an]o [co(n)s(ulibus)]
Übersetzung: „Zu Ehren des göttlichen Hauses (= Kaiserhaus), dem besten, größten Jupiter und dem Danuvius, auf Grund eines Gelübdes von Primanus, dem Sohn des Secundus. Er hat sein Gelübde gerne und freudig erfüllt, als Mucianus und Fabianus Consuln waren.“ Durch die Konsulatsangabe lässt sich der Stein auf das Jahr 201 datieren.

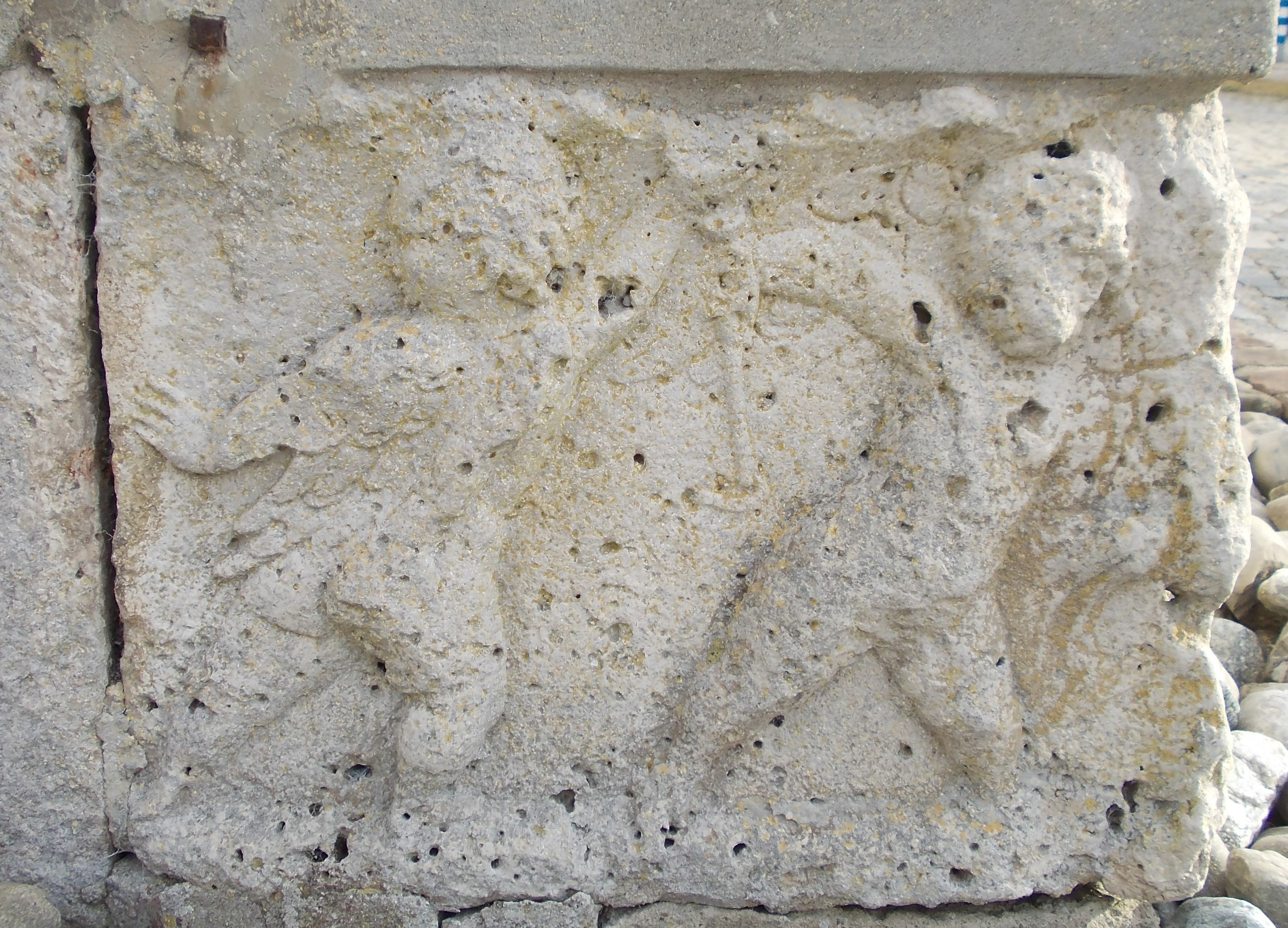
Zwei Eroten

Weitere Steindenkmäler aus diesem Komplex sind:
- Fragment einer Bauinschrift mit der Buchstabenfolge IN[43]
- Eckblock eines Grabmonuments. Auf beiden Seiten befindet sich Reliefs, auf denen die Rückkehr von Männern von der Jagd dargestellt ist.
- Eckstein mit zwei Reliefs mythologischer Szenen
- Relief mit Kampfszene
- Relief mit zwei Eroten
- Relief mit Darstellung des Hercules beim Raub des delphischen Dreifußes[44]

## Denkmalschutz und Fundverbleib
Das Kastell Rißtissen und die erwähnten Bodendenkmale sind geschützt als Kulturdenkmale im Sinne des Denkmalschutzgesetzes des Landes Baden-Württemberg (DSchG). Nachforschungen und gezieltes Sammeln von Funden sind genehmigungspflichtig, Zufallsfunde an die Denkmalbehörden zu melden.
Die Funde aus den Kastell- und Vicusgrabungen von Rißtissen befinden sich im Römermuseum in der Grundschule Rißtissen, im Museum der Stadt Ehingen und im Landesmuseum Württemberg im Alten Schloss in Stuttgart.